# Шаховница
Шаховни́ца (пол. szachownica, хорв. šahovnica — шахматная доска) — один из вариантов геральдического деления щита, представляющий собой сочетание равного количества рассечений и пересечений.

## Хорватия
Красно-белая шаховница служит геральдическим символом Хорватского государства, присутствовала на гербе страны на протяжении всей истории, включая период Социалистической республики Хорватия в составе Югославии (см. Герб Хорватии).
Первое появление шаховницы в качестве государственного символа относятся к периоду правления короля Хорватии Степана Држислава (X век). Старейшие из сохранившихся документов с шаховницей в качестве государственного символа принадлежат началу XVI века, когда она была частью герба Габсбургов и символизировала союз племён красных и белых хорватов. Существует исторически неподтверждённая легенда о появлении шаховницы после выигрыша в шахматы хорватским королём Светославом Суроньей у венецианского дожа в партии, ставкой в которой была Далмация.
Во время правления усташей в 1941—1945 годах и в 1990—1991 годах хорватская шаховница изображалась на гербе в негативном варианте с белым квадратом в левом верхнем углу.
В 1990 году шаховница была помещена и на флаг Хорватии вместо югославской красной звезды. Хорватская шаховница состояла из 25 квадратов белого и красного цвета, выстроенных в 5 рядов, то есть повторявшим усташский вариант шаховницы. В 1991 году он был заменен на вариант, начинающийся с красного квадрата, который используется Хорватией и поныне.

## Германия
В Германии принята серебряно-лазоревая шаховница. Ср. герб Баварии, а также род Бандемер и Питбусов

## Другие примеры
- Польские дворянские гербы «Вчеле» (на илл.), Роган-Збогуньский (на илл.).
- Красно-белая «авиационная шахматная доска» — опознавательный знак польских ВВС с момента основания в 1918 году[7].
- Бело-голубая шаховница (вернее ромбовидное деление) — элемент герба Баварии.
- Чёрно-белая шаховница используется музыкантами и поклонниками музыкального стиля ска.
- Розово-чёрная шаховница используется в субкультуре эмо.